# Chrysaora plocamia
Chrysaora plocamia es una especie de cnidario escifozoo, de gran tamaño y libre flotación, integrante del género Chrysaora de la familia de los pelágidos, cuyos integrantes son denominados comúnmente medusas, malaguas o aguavivas. 

## Taxonomía
Descripción original
Esta especie fue descrita originalmente en el año 1830 por el cirujano, botánico y naturalista francés René Primevère Lesson, con el nombre científico de Cyanea plocamia, empleando ejemplares colectados en aguas del Perú.

## Distribución
Se distribuye ampliamente por las aguas marinas de Sudamérica, con poblaciones en el océano Pacífico sudoriental en el Perú y Chile y en el océano Atlántico en la Patagonia argentina, siendo ocasional en el Uruguay luego de eventos con condiciones atmosféricas y oceanográficas inusuales. Se ha reportado también una población en el golfo de México.

## Características y hábitos
Es posible reconocer a Chrysaora plocamia de otras especies del género Chrysaora por el número de tentáculos que presenta en la campana (24 tentáculos en 8 grupos de a 3), por el número de órganos sensoriales o rhopalias (8), por el número de bordes festoneados o “lappets” alrededor de la campana y por la característica del diseño similar a una estrella que posee en la parte superior de la campana, siendo en  C. plocamia el de una estrella de 16 puntas. Posee un diámetro de campana de hasta un metro y filamentos de más de 4 metros de longitud.
En el Perú, la fase planctónica (es la fase sexual y pelágica, denominada “medusa”) se hace presente durante el ciclo primavera-verano-otoño, mientras que la fase fija o bentónica (“pólipo”) lo hace en el invierno.
La proliferación de esta especie se ha intensificado por lo que incluso llega a formar “blooms”, es decir, poblaciones de alta densidad, al cubrir los nichos en la cadena trófica que van quedando desocupados por las especies de peces tradicionalmente dominantes, pero que han disminuido su biomasa como consecuencia de la fuerte presión pesquera. Uno de estos “blooms” es el que se produjo en el año 2001 en el golfo Nuevo, al nordeste de la provincia del Chubut, en el sur de la Argentina.
Chrysaora plocamia suele vivir en asociación con parásitos, como el anfípodo Hyperia curticephala así como con la anémona Peachia chilensis.
Chrysaora plocamia es uno de los agentes causales más frecuentes de manifestaciones dermatológicas en los bañistas, por ejemplo en las costas de Chile y de la Argentina. Si bien no produce daños graves, ocasiona intenso ardor al contactar con la piel.